# Vernis Martin

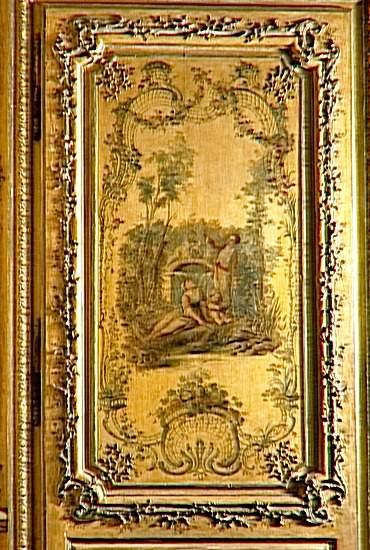
Vernis Martin boiserie, im Boudoir der Dauphine, Marie-Josèphe de Saxe, Versailles

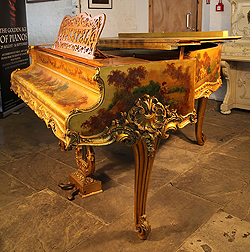
Pleyel Flügel gefertigt 1903 im Louis XV Stil Vernis Martin Kasten mit Watteauesquen Szenen

In der französischen Innenarchitektur ist Vernis Martin eine Art (oder eine Reihe von Arten) von Japanning- oder Imitationslacken, die nach den französischen Martin-Brüdern des 18. Jahrhunderts benannt wurden: Guillaume (gestorben 1749), Etienne-Simon, Robert und Julien. Sie führten zwischen etwa 1730 und 1770 eine führende Fabrik und waren vernisseurs du roi („Lackierer des Königs“).
Aber sie haben weder das Verfahren erfunden, noch waren sie die einzigen Hersteller, noch umfasst der Begriff eine einzelne Formel oder Technik. Es ahmte chinesischen Lack und europäische Motive nach und wurde auf eine Vielzahl von Gegenständen angewendet, von Möbeln bis zu Kutschen. Es soll durch Erhitzen von Öl und Copal und anschließendes Hinzufügen von venezianischem Terpentin hergestellt worden sein.

## Geschichte
Orientalischer Lack hatte in Frankreich schnell hohe Gunst erlangt, und es wurden viele Versuche unternommen, ihn nachzuahmen. Einige dieser Versuche waren passabel erfolgreich, und es ist wahrscheinlich, dass viele der Beispiele, die Ludwig XIV. bei seinem Tod besaß, europäischer Herstellung waren. Chinesischer Lack wurde jedoch in großen Mengen importiert, und manchmal wurden Paneele in China nach in Paris hergestellten Mustern hergestellt.
Biografische Details der Karriere der Brüder Martin sind spärlich, aber es ist bekannt, dass Guillaume, der Älteste, bereits 1724 im Geschäft war. Ihre Methode und Arbeit müssen schnell in Mode gekommen sein, denn 1730 wurden Guillaume und Simon Martin per Patent bewilligt ein zwanzigjähriges Monopol, das später erneuert wird, um „toutes sortes d’ouvrages en relief de la Chine und du Japon“ („alle Arten von Hilfswerken aus China und Japan“) zu machen. Auf dem Höhepunkt ihres Ruhms leiteten die Brüder mindestens drei Fabriken in Paris, und 1748 wurden sie alle zusammen als „Manufacture nationale“ eingestuft. Eine von ihnen existierte noch 1785.
Die Literatur ihrer Zeit hatte viel über die Brüder Martin zu sagen. In Voltaires Komödie Nadine aus dem Jahr 1749 wird eine Berline (Kutsche) „bonne et brillante, tous les panneaux von Martin sont vernis“ („gut und hell, alle von Martin lackierten Tafeln“) erwähnt. Der Marquis de Mirabeau in L’Ami des hommes bezieht sich auf die emaillierten Schnupftabakdosen und lackierten Wagen, die aus der Fabrik der Martins stammten. Wie bei vielen großen Künstlern waren ihre Namen an viele Werke gebunden, die sie nie gesehen hatten, und die Martins litten in dieser Hinsicht erheblich. Dass die Qualität ihrer Produktion zwischen sehr weiten Grenzen schwankte, wird durch bestehende und zweifellos Beispiele belegt; aber es ist äußerst unwahrscheinlich, dass selbst ihre drei Fabriken die Menge an Beispielen ergeben haben könnten, die ihnen zugeschrieben wurden. Ihre Produktion war jedoch groß und verschieden, denn die Gier auf ihren Lack war so groß, dass er auf jedes mögliche Objekt angewendet wurde.
Die Mode war nicht auf Frankreich beschränkt. Im besten Fall hat Vernis Martin einen Glanz, eine Politur und eine Transluzenz, die Bewunderung erzwingen. Jede Art von asiatischem Lack aus Fernost wurde von den Martins nachgeahmt und oft verbessert – das Schwarz mit erhabenen Goldornamenten, das Rot und schließlich im grünen Grund, mit Gold gepudert, erreichten sie den Zenith ihrer Kunst. Diese zarte Arbeit, poudré und gewellt mit Gold oder halb mit Blumen, die mit transparentem Email überzogen sind, zeigt sich am besten auf kleinen Kisten, Fächern, Nadeletuis und dergleichen. Von den größeren Exemplaren aus den Martins-Fabriken sind viele verschwunden oder in dekorative Paneele geschnitten worden. Es scheint, dass keine der Arbeiten, die sie in den berühmten Hotels des alten Paris platziert haben, jetzt vor Ort ist, und die wirklich schönen Beispiele sind in Museen. Sogar die Dekorationen der Wohnungen des Dauphin im Schloss von Versailles, die 1749 ausgeführt oder zumindest begonnen wurden, sind verschwunden; haben auch die im Château de Bellevue.
Kritiker haben akzeptiert, dass von den vier Brüdern Robert Martin die originellste und vollständigste künstlerische Arbeit geleistet hat. Er hinterließ einen Sohn, Jean Alexandre, der sich 1767 als Vernisseur du Roi de Prusse („Lackierer des Königs von Preußen“) bezeichnete. Er war im Schloss von Sanssouci beschäftigt, konnte aber die großen Traditionen seines Vaters und seiner Onkel nicht fortsetzen. Die Französische Revolution löschte schließlich einen Geschmack aus, der einen großen Teil des 18. Jahrhunderts gedauert hatte.

## Bibliografie
- Frederic Jones: The Concise Dictionary of Interior Design. Crisp Publ., Los Altos, Calif. 1990, ISBN 1-56052-067-1.
- Harold Osborne (Hrsg.): The Oxford Companion to the Decorative Arts. OUP, 1975, ISBN 0-19-866113-4.
- Marianne Webb: Lacquer : Technology and Conservation: Technology and Conservation. Butterworth-Heinemann, Oxford 2000, ISBN 0-7506-4412-5.
- David Garrioch: The Making of Revolutionary Paris. University of California Press, Berkeley 2002, ISBN 0-520-24327-7.